# Lygropia leialis
Lygropia leialis là một loài bướm đêm trong họ Crambidae.